# Chlorid erbitý
Chlorid erbitý je anorganická sloučenina se vzorcem ErCl3. Vytváří také hexahydrát se vzorcem ErCl3·6 H2O.

## Výroba
Bezvodý ErCl3 se vyrábí z hexahydrátu zahříváním v chloru nebo chlorovodíku:
ErCl3·6 H2O → ErCl3 + 6 H2O.
Alternativní metodou výroby je reakce snadno dostupného Er2O3 s přebytkem NH4Cl za vzniku (NH4)3ErCl6, amoniaku a vody:
Er2O3 + 12 NH4Cl → 2 (NH4)3ErCl6 + 6 NH3 + 3 H2O.
Tato sůl je stabilní vzhledem k hydrolýze, a tak je tepelně rozkládána za sníženého tlaku při vzniku bezvodého chloridu erbitého se ztrátou plynného amoniaku a chlorovodíku:
4 (NH4)3ErCl6 + 3 O2 → 2 Er2O3 + 12 NH3 + 12 HCl.

## Použití
ErCl3 se používá na přípravu kovového erbia.

### Použití jako katalyzátor
Chlorid erbitý se také používá jako silný katalyzátor při acylaci alkoholů a fenolů a může být lehce recyklován a znovu použit bez významné ztráty aktivity.

## Reakce
ErCl3 reaguje s hydroxidy za vzniku hydroxidu erbitého:
ErCl3 + 3 XOH → Er(OH)3 + 3 XCl.